# Dolcè
Dolcè (Dolsé in veneto) è un comune italiano di 2 540 abitanti della provincia di Verona in Veneto.

## Geografia fisica
Dolcè è un comune che confina a nord con il Trentino e quindi il primo comune veronese della sinistra Adige. L'Adige percorre il territorio comunale in direzione nord-sud e ne costituisce il confine occidentale. Ad est, invece, il comune è chiuso dalla catena del Monte Pastello e dal Corno d'Aquilio, nella Lessinia.
Il capoluogo dista 29 chilometri da Verona. 
Altre distanze sono: da Trento 65 km, da Bolzano 120 km, da Rovereto 39 km e da Avio 18 km.
Il territorio comunale ha una curiosa conformazione geografica: si estende in lunghezza per circa 20 km, dal confine con la provincia di Trento all'ingresso del fiume Adige nell'alta pianura Padana.
Confina, a nord, con il comune trentino di Avio, a est con Sant'Anna d'Alfaedo, Fumane e Sant'Ambrogio di Valpolicella, a sud ancora con Sant'Ambrogio e ad ovest con Rivoli Veronese e Brentino Belluno.
Ad Ossenigo fino al 1915 c'era il confine con l'Impero austro-ungarico. Ancora nel territorio comunale vi è la chiusa di Ceraino, un ostacolo naturale dove il fiume si inserisce per poche centinaia di metri in una gola della quale anticamente non era possibile il passaggio se non sul fiume.

## Origine del nome
Il nome è presente dal XII secolo con tre voci diverse: Dulcei, Dolcei e Dolcedo. Tutte e tre le forme derivano da Dulcetum, che a sua volta potrebbe derivare dal latino dulcis, in italiano 'dolce', con l'aggiunta del suffisso -ētum (italiano -eto) a indicare un bosco, come in castagneto, frassineto, ecc. Rimane da scoprire a quale specie arborea si riferisce la radice dulcis.

## Storia

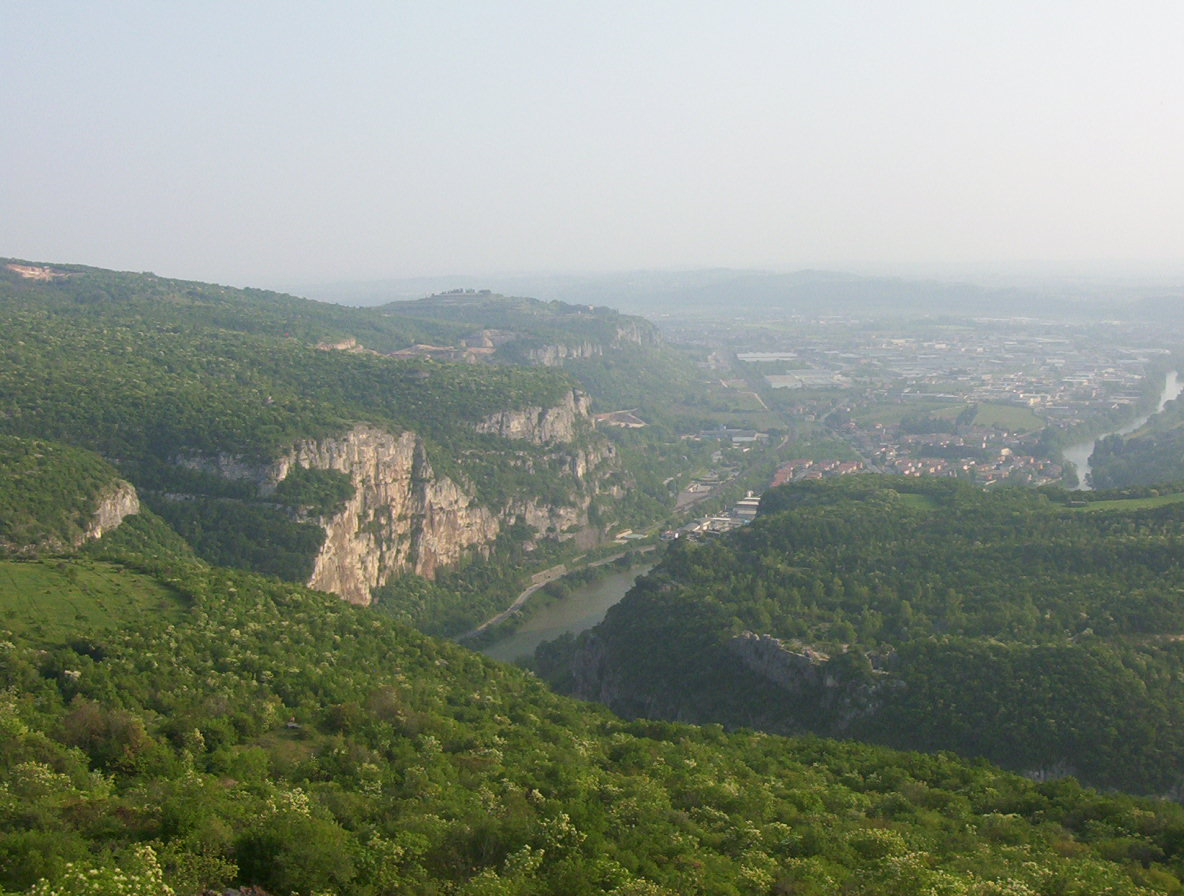
La stretta dell'Adige nei pressi della Chiusa di Ceraino

Dolcè ha, nelle sue campagne, interessanti reperti archeologici dell'era preistorica. Il più importante è il riparo Soman del Paleolitico superiore. Nell'età preromana è probabile un insediamento nella valle degli Arusnati. Dell'età romana e dell'epoca medioevale vi sono testimonianze: il Casteleto. Il centro storico di Dolcè ha nel suo centro tre palazzi signorili: Ruzzenenti-Fasanotto, quello Guerrieri-Rizzardi e quello Salgari, ora sede comunale.
Intorno alla metà dell'Ottocento, gli austriaci fortificarono notevolmente questa zona per proteggere il loro confine. Tra Ceraino e Volargne, nella stretta dell'Adige posero il forte della Chiusa, mentre a Ceraino, sul versante del monte Pastello, il Forte Ceraino. Nel paese era presente il comando militare, ancora presente. Tutte queste fortificazioni si possono ancora vedere anche se si trovano in uno stato di abbandono. Dopo il passaggio del Veneto al Regno d'Italia, le fortificazioni passarono al Regio Esercito.
Durante la seconda guerra mondiale i paesi di Ceraino e Volargne furono quasi totalmente distrutti per l'esplosione di un treno tedesco pieno di munizioni ed armi, a seguito di un bombardamento alleato da parte di due caccia bombardieri americani. Il primo centrò il treno che esplose, mentre il secondo fu investito dall'esplosione e si schiantò a terra.

## Società

### Evoluzione demografica
Abitanti censiti

## Cultura
Fa parte dell'Associazione nazionale città del vino, un'associazione con più di 500 comuni aderenti. La produzione di un vino locale, l'Enantio, porta a due piatti tipici di una zona ristretta, l'anatra all'Enantio e lo stracotto d'asino all'Enantio.

## Monumenti e luoghi d'interesse

### Architetture religiose

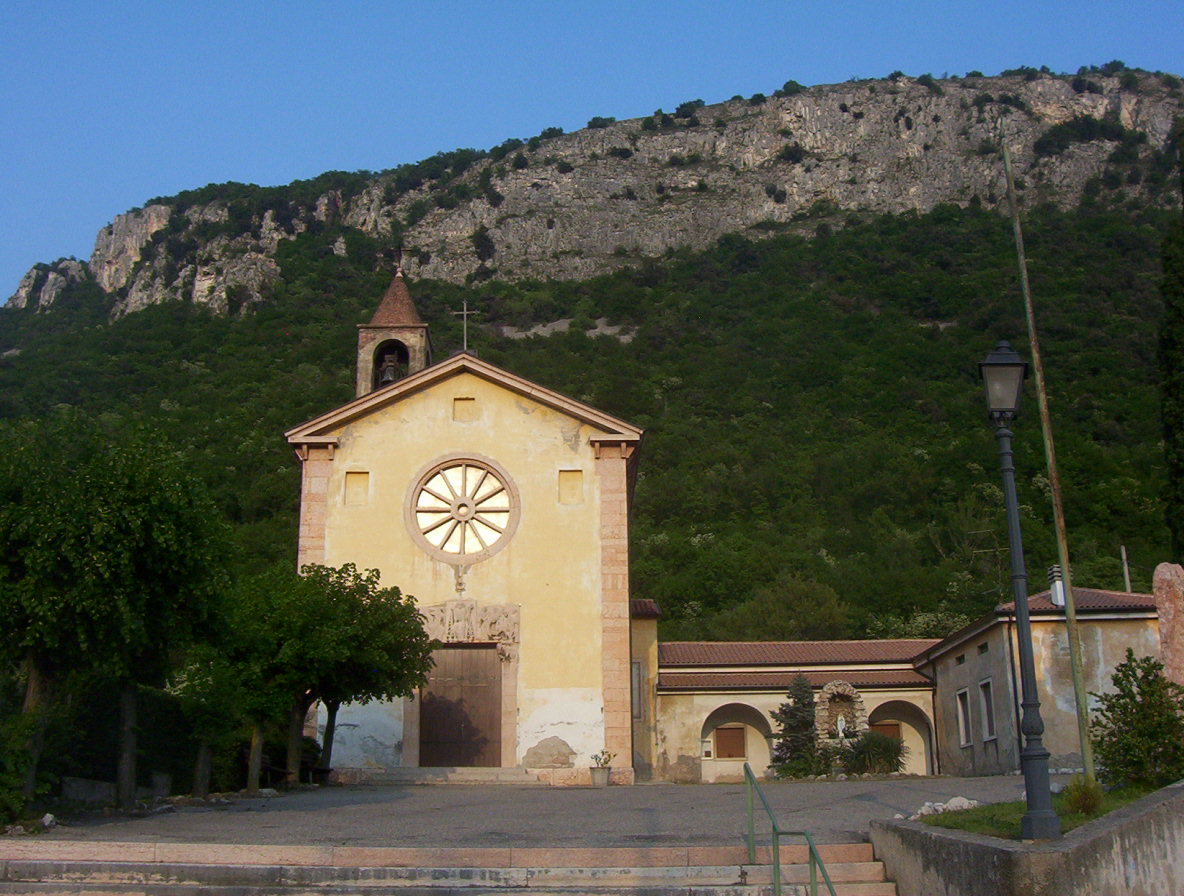
Chiesa di Ceraino

- Chiesa parrocchiale di Volargne - XIII secolo

Costruita anteriormente al 1300. Di quella data è l'affresco più antico
- Chiesa parrocchiale di Peri - XX secolo

Originariamente del XV secolo, fu distrutta e ricostruita dopo la seconda guerra mondiale
- Chiesa di Santa Lucia - XX secolo

La chiesa iniziale è stata consacrata nel 1401. Ricostruita più volte, l'ultima nel 1915.
- Chiesa di Ceraino

### Ville e palazzi

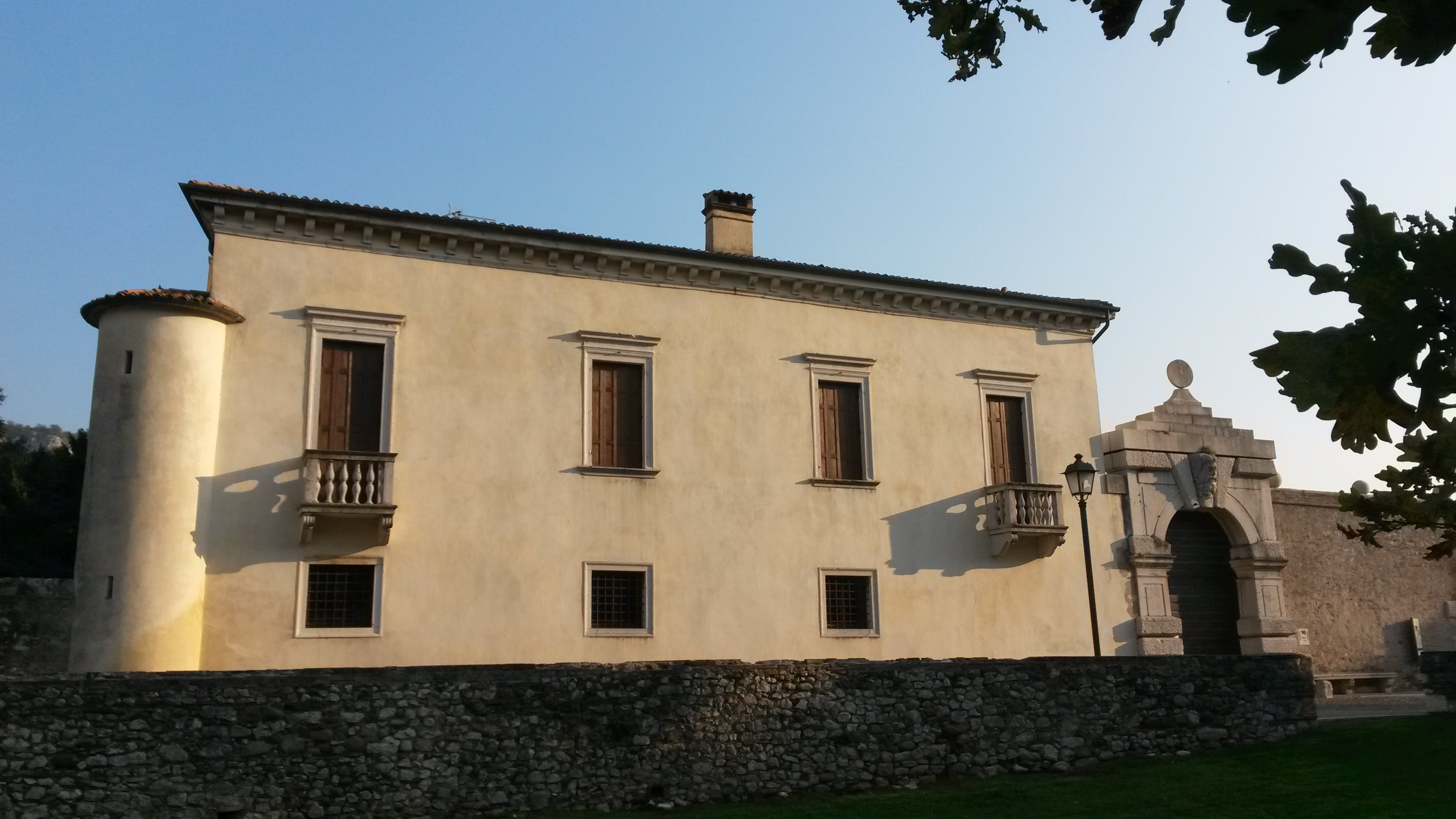
Villa Del Bene, Volargne. Facciata prospiciente l'antica via tridentina.

- Villa Del Bene, Volargne. Facciata prospiciente l'antica via tridentina.Palazzo Guerrieri-Rizzardi - XIV secolo
- Villa Del Bene - XVI secolo
- Palazzo Ruzzenenti-Fasanotto - XVII secolo
- Palazzo Salgari - XIX secolo
- Villa Leoni-Sandri - XVII secolo

### Fortificazioni
- Castelleto - XIII secolo

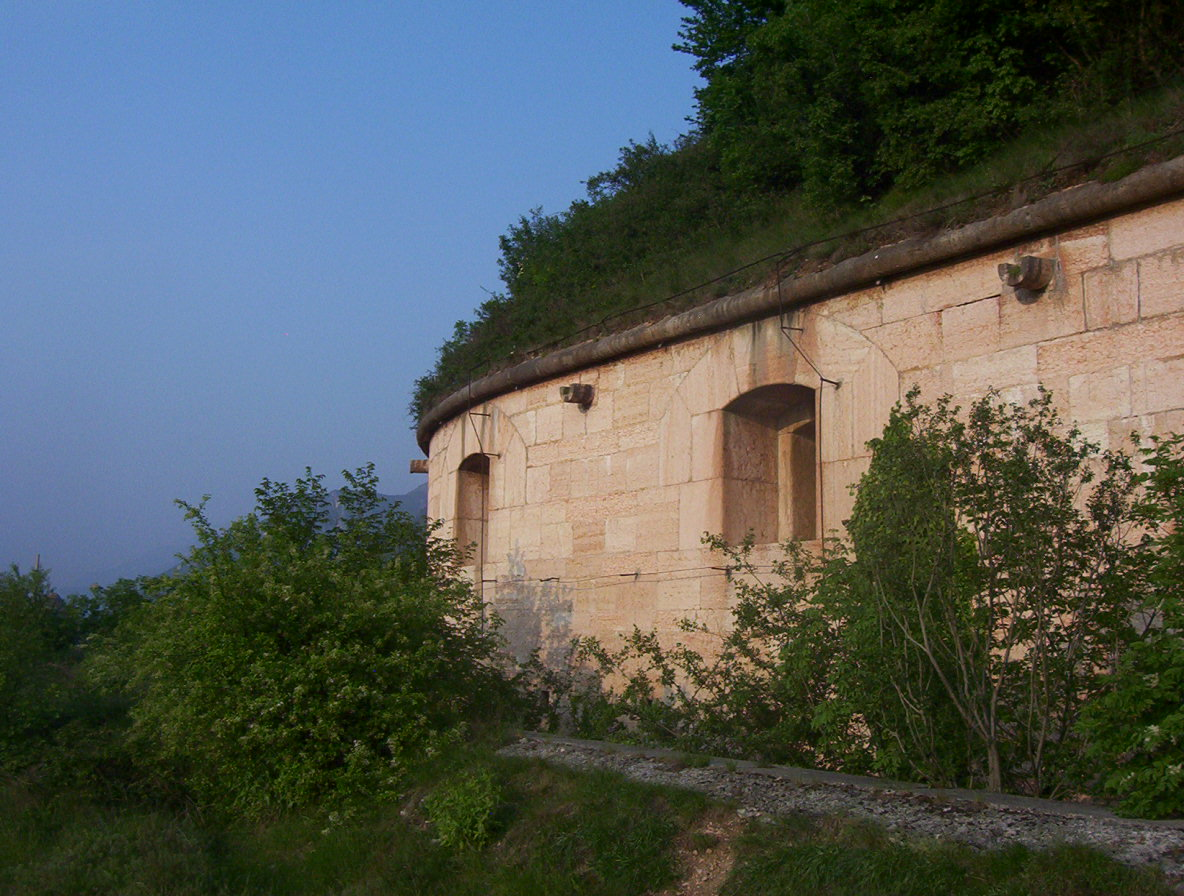
Muro perimetrale del Forte Ceraino

Posto a 400 metri s.l.m. sulle pendici del monte Pastello, serviva come luogo di difesa e rifugio dei dolceati.
- Forte Ceraino - Forte austriaco del XIX secolo

### Aree naturali
- Bosco dei Poeti, posto tra il paese e la frazione Peri

## Gli appuntamenti
- Antica Sagra

Si svolge a Peri all'inizio di agosto, nel 2013 si è svolta la cinquantacinquesima edizione.
- Carnevale Benefico di Peri

Il 9 marzo 2014 si svolgerà a Peri il cinquantaseiesimo Carnevale Benefico "Ducato del Batucian", come ogni anno la prima domenica di quaresima. Tradizionali maccheroni alla Finanziera e sfilata delle mascherine.
- Festa d'Estate

Si svolge a Volargne alla fine di giugno, nel 2012 si è svolta la trentesima edizione.

## Economia

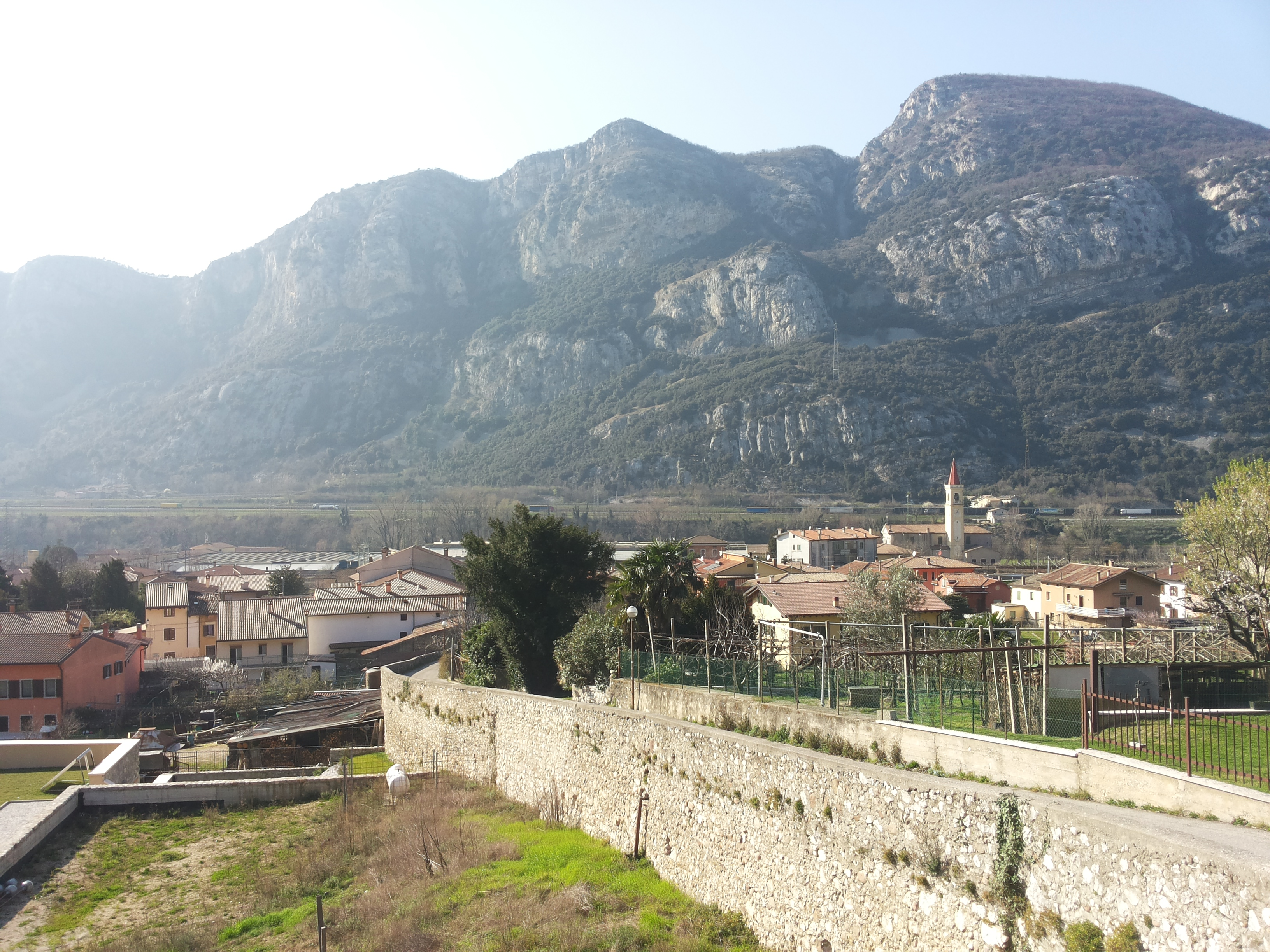
Vista del paese.

La zona di Volargne ha intrapreso anni fa, con una zona industriale posta oltre la chiusa al confine con Sant'Ambrogio di Valpolicella, una strada industriale, artigianale e commerciale basata sulla lavorazione del marmo. Il comune a nord della chiusa, invece mantiene una vocazione prevalentemente agricola. Il vino è la produzione più importante. Dal 2000 è stato riconosciuto un vino locale che viene prodotto solo in una parte del comune, l'Enantio, che è frutto di un vitigno locale antichissimo. L'Enantio è un vino rosso, forte e tannico che si abbina con la selvaggina, carni forti e formaggi stagionati. Lo si trova anche in piccole zone in provincia di Trento nella bassa Vallagarina. La vite dell'Enantio è fra le poche viti che si sono salvate dalla fillossera più di 100 anni fa, fra i pochissimi di pianura. Ci sono viti con più di 100 anni. Per le caratteristiche dei terreni si ottiene anche un ottimo Pinot grigio.
È zona di produzione del vino Valpolicella DOC, dell'Amarone della Valpolicella e del Recioto DOC.
È lungo il percorso della strada del vino detta Strada della Terradeiforti. Strada che condivide con i comuni produttori dei vini Valdadige DOC. La zona, pur restando nella zona del Valdadige DOC ha un'ulteriore denominazione DOC Terra dei Forti con un numero inferiore di vini locali da monovitigno (Enantio, Enantio passito, Enantio riserva, Casetta, Casetta riserva, Pinot grigio, Pinot grigio superiore, Chardonnay, Chardonnay superiore e Chardonnay passito).

## Infrastrutture e trasporti
Dolcè è attraversato, in tutta la sua lunghezza, dalla strada statale 12 dell'Abetone e del Brennero e dall'autostrada A22. 
Sul territorio comunale si trovano altresì due stazioni della ferrovia del Brennero: Dolcè e Peri, cui si aggiungeva una terza stazione che serviva la frazione di Ceraino, chiusa e dismessa sul finire degli anni 1990 a seguito dell'apertura del tunnel ferroviario che collega direttamente Dolcè a Domegliara.

## Amministrazione
Fa parte della Comunità montana della Lessinia, e dell'area del Parco della Lessinia.
| Periodo     | Periodo     | Primo cittadino      | Partito                  | Carica  | Note   |
| ----------- | ----------- | -------------------- | ------------------------ | ------- | ------ |
| giugno 1985 | maggio 1990 | Silvio Coati         | Democrazia Cristiana     | Sindaco | [ 8 ]  |
| giugno 1990 | aprile 1995 | Filiberto Semenzin   | Lista Civica             | Sindaco | [ 9 ]  |
| aprile 1995 | giugno 1999 | Filiberto Semenzin   | Lista Civica             | Sindaco | [ 10 ] |
| giugno 1999 | giugno 2004 | Filiberto Semenzin   | Lista Civica             | Sindaco | [ 11 ] |
| giugno 2004 | giugno 2009 | Luca Manzelli        | Lista Civica             | Sindaco | [ 12 ] |
| giugno 2009 | maggio 2014 | Luca Manzelli        | Lista Civica             | Sindaco | [ 13 ] |
| maggio 2014 | maggio 2019 | Massimiliano Adamoli | Lista Civica "Paese Mio" | Sindaco |        |
| maggio 2019 | in carica   | Massimiliano Adamoli | Lista Civica "Paese Mio" | Sindaco |        |

### Gemellaggi
- Undenheim, dal 1996[14]

## Curiosità
La città di Dolcè viene nominata da George Clooney in una scena del film L'uomo che fissa le capre.